# Xã Millwood, Quận Stearns, Minnesota
Xã Millwood (tiếng Anh: Millwood Township) là một xã thuộc quận Stearns, tiểu bang Minnesota, Hoa Kỳ. Năm 2010, dân số của xã này là 972 người.